# エース・イン・ザ・ポット
エース・イン・ポット（Ace in the Pot）は、サイコロを利用したゲームである。

## 概要
2人以上ならば何人でもできる。各人には札が2枚配られ、テーブルの中央には容器（「ポット」）が1つ準備される。2個のサイコロを用いる。
誰からでもゲームを始めてよい。振った者が「1」を出したら自分の持っている札を1枚ポットに入れ、「6」を出したら持ち札の1枚を左隣の人に渡す。その他の数を出した場合は次の者の順番となる。各人が順番に1度ずつ振る。
各自の札が1枚だけを残してみなポットに入れられるまで回ると、最後の札を持っている人は3回サイコロを振ることができる。これが終わるとポットは閉ざされるから、札を手放すには「6」を出して隣人に渡すほかない。「6」が出て他の人に渡るとその人も3回振ることができる。
もしこの3回のうちに「6」が出なかったらこの札を持ったままの人が勝つとか負けるとかあらかじめ決定しておくようにする。